# Пинамонти, Андреа
Андре́а Пинамо́нти (итал. Andrea Pinamonti; 19 мая 1999 года, Клес, Италия) — итальянский футболист, нападающий клуба «Сассуоло», выступающий на правах аренды за клуб «Дженоа».

## Карьера
Андреа — воспитанник «Интернационале», основной бомбардир молодёжной команды. С сезона 2016/17 привлекается к тренировкам с основным составом. 8 декабря 2016 года в поединке Лиги Европы дебютировал во взрослом футболе поединком против пражской «Спарты», выйдя в стартовом составе и проведя на поле 80 минут.
12 февраля 2017 года Пинамонти дебютировал в Серии А поединком против «Эмполи», выйдя на замену на 80-й минуте вместо Эдера.
Пинамонти является участником Чемпионата Европы 2016 года среди юношей до 17 лет. На турнире он сыграл три матча и отметился одним забитым мячом.

## Достижения
«Интернационале»
- Чемпион Италии: 2020/21